# Leonard (Missouri)
Pour les articles homonymes, voir Leonard.
Leonard est un village situé au nord du comté de Shelby, dans le Missouri, aux États-Unis,. Il est incorporé en 1913.

## Démographie
Lors du recensement de 2010, le village comptait une population de 61 habitants. Elle est estimée, en 2017, à 59 habitants.

### Source de la traduction
- (en) Cet article est partiellement ou en totalité issu de l’article de Wikipédia en anglais intitulé « Leonard, Missouri » (voir la liste des auteurs).